# Zoltán Balatincz
Zoltán Balatincz (ur. 1970) – węgierski kierowca wyścigowy.

## Biografia
Karierę w wyścigach samochodowych rozpoczął w Węgierskiej Formule 1600 w 1998 roku, a jego pierwszym samochodem był MTX Formuły Easter. W swoim pierwszym sezonie został sklasyfikowany na czwartej pozycji, a w latach 1999–2000 był trzeci. W 2001 roku zdobył wicemistrzostwo, zaś w sezonie 2002 wygrał sześć wyścigów i został mistrzem Formuły 1600. W 2003 roku zadebiutował w Węgierskiej Formule 2000, ścigając się Reynardem Formuły Opel Lotus. Zajął wówczas trzecie miejsce w klasyfikacji końcowej. W sezonie 2004 Balatincz odniósł swoje pierwsze zwycięstwo w Formule 2000, triumfując w Peczu. Ponownie ukończył wówczas sezon na trzecim miejscu. W 2005 roku ponownie wygrał w Peczu, a sezon zakończył na czwartej pozycji. W roku 2006 wystartował jedynie w dwóch wyścigach.
Powrócił do ścigania w 2012 roku, uczestnicząc samochodem Coloni w wyścigach górskich początkowo w Chorwacji. W 2014 roku zajął dziesiąte miejsce w dywizji IV Mistrzostw Europy Strefy Centralnej, natomiast rok później został wicemistrzem Chorwacji w kategorii 2.

## Wyniki
| Legenda oznaczeń w tabelach wyników Wyświetl szablon na nowej stronie | Legenda oznaczeń w tabelach wyników Wyświetl szablon na nowej stronie                                                                     |
| Oznaczenie                                                            | Wyjaśnienie |
| --------------------------------------------------------------------- | --- |
| Złoty                                                                 | Zwycięzca lub mistrzostwo |
| Srebrny                                                               | 2. miejsce lub wicemistrzostwo |
| Brązowy                                                               | 3. miejsce lub II wicemistrzostwo |
| Zielony                                                               | Ukończył, punktował (w klasyfikacji generalnej, gdy zdobył co najmniej jeden punkt na przestrzeni sezonu, poza trzema powyższymi opcjami) |
| Niebieski                                                             | Ukończył, nie punktował (w klasyfikacji generalnej, gdy nie zdobył co najmniej jednego punktu na przestrzeni sezonu)                      |
| Czerwony                                                              | Nie zakwalifikował się (NZ) |
| Czerwony                                                              | Nie prekwalifikował się (NPK) |
| Różowy                                                                | Nie ukończył (NU) |
| Różowy                                                                | Niesklasyfikowany (NS) (w klasyfikacji generalnej, gdy nie został sklasyfikowany w żadnym wyścigu sezonu)                                 |
| Czarny                                                                | Zdyskwalifikowany (DK) |
| Czarny                                                                | Wykluczony (WYK/EX) |
| Biały                                                                 | Nie wystartował (NW) |
| Biały                                                                 | Kontuzjowany (K/INJ) |
| Biały                                                                 | Wyścig odwołany (OD/C) |
| Bez koloru                                                            | Został wycofany (WYC/WD) |
| Bez koloru                                                            | Nie przybył (NP/DNA) |
| Bez koloru                                                            | Nie brał udziału w treningach (NT/DNP) |
| Bez koloru                                                            | Nie został zgłoszony (–) |
| Pogrubienie                                                           | Start z pole position |
| Kursywa                                                               | Najszybsze okrążenie wyścigu |
| †                                                                     | Nie ukończył, ale jego rezultat został zaliczony ze względu na przejechanie więcej niż 90% dystansu wyścigu.                              |
| *                                                                     | Sezon w trakcie |
| 1/2/3                                                                 | Punktowana pozycja w sprincie kwalifikacyjnym                                                                                             |
| Lista systemów punktacji Formuły 1                                    | |

### Węgierska Formuła 2000
| Rok  | Zespół                   | Samochód    | Silnik | Wyniki w poszczególnych eliminacjach | Wyniki w poszczególnych eliminacjach | Wyniki w poszczególnych eliminacjach | Wyniki w poszczególnych eliminacjach | Wyniki w poszczególnych eliminacjach | Wyniki w poszczególnych eliminacjach | Wyniki w poszczególnych eliminacjach | Wyniki w poszczególnych eliminacjach | Wyniki w poszczególnych eliminacjach | Wyniki w poszczególnych eliminacjach | Wyniki w poszczególnych eliminacjach | Wyniki w poszczególnych eliminacjach | Pkt. | Msc. |
| ---- | ------------------------ | ----------- | ------ | ------------------------------------ | ------------------------------------ | ------------------------------------ | ------------------------------------ | ------------------------------------ | ------------------------------------ | ------------------------------------ | ------------------------------------ | ------------------------------------ | ------------------------------------ | ------------------------------------ | ------------------------------------ | ---- | ---- |
| 2003 |                          |             |        | Węgry                                | Węgry                                | Węgry                                | Węgry                                | Węgry                                | Węgry                                | Węgry                                | Węgry                                | Węgry                                | Węgry                                |                                      |                                      | 21   | 3    |
| 2003 | Ventile Rallye           | Reynard FOL | Opel   | 3                                    | 3                                    | NU                                   | NU                                   | 3                                    | 3                                    | 5                                    | 5                                    | 5                                    | 4                                    |                                      |                                      | 21   | 3    |
| 2004 |                          |             |        | Węgry                                | Węgry                                | Węgry                                | Węgry                                | Węgry                                | Węgry                                | Węgry                                | Węgry                                | Węgry                                | Węgry                                | Węgry                                | Węgry                                | 64   | 3    |
| 2004 | Patkó AMSE               | Reynard FOL | Opel   | 3                                    | 3                                    | 2                                    | 1                                    | 3                                    | 5                                    | 2                                    | 2                                    | NU                                   | NU                                   | 3                                    | 7                                    | 64   | 3    |
| 2005 |                          |             |        | Węgry                                | Węgry                                | Węgry                                | Węgry                                | Węgry                                | Węgry                                | Węgry                                | Węgry                                | Węgry                                | Węgry                                | Węgry                                | Węgry                                | 56   | 4    |
| 2005 | Formel Racing Motorsport | Reynard FOL | Opel   | -                                    | NU                                   | 1                                    | 3                                    | 2                                    | 5                                    | 2                                    | 3                                    | 5                                    | NU                                   | 7                                    | 2                                    | 56   | 4    |
| 2006 |                          |             |        | Węgry                                | Węgry                                | Węgry                                | Węgry                                | Węgry                                | Węgry                                | Węgry                                | Węgry                                | Węgry                                | Węgry                                | Węgry                                | Węgry                                | 4    | NS   |
| 2006 | VOLÁN Autós              | Reynard FOL | Opel   | -                                    | -                                    | 5                                    | NU                                   | -                                    | -                                    | -                                    | -                                    | -                                    | -                                    | -                                    | -                                    | 4    | NS   |